# Kari Aagaard
Kari Aagaard er en norsk håndboldspiller. Hun spillede i 92 kampe for Norges håndboldlandshold mellem 1973 og 1978. Hun deltog også under VM 1973 og VM 1975.